# Ralph Matema
Ralph Matema (sinh ngày 19 tháng 6 năm 1982 ở Bulawayo) là một cầu thủ bóng đá người Zimbabwe. Hiện tại anh thi đấu cho đội bóng Nam Phi Jomo Cosmos. Anh cũng là một thành viên của Đội tuyển bóng đá quốc gia Zimbabwe.
"Raru", là tên thường gọi của anh, trở thành vua phá lưới của CBZ Premier League sau khi ghi 19 bàn ở mùa giải 2006. Năm 2007, anh ghi 10 bàn trong 11 trận nhưng rời Highlanders FC để gia nhập Orlando Pirates mùa giải 2007/2008. 